# MinutePhysics
MinutePhysics (укр. ХвилинаФізики) — це освітній канал на Youtube, створений Генрі Райхом. Відео на цьому каналі демонструють малюнки у прискореному часі для пояснення тем, що стосуються фізики приблизно за хвилину. Станом на січень 2018 року канал має більше 4.2 мільйонів підписників. Відео від цього каналу були на  PBS NewsHour, Huffington Post, NBC і Gizmodo.

## Відео
Найпопулярніше відео «MinutePhysics» має більше ніж 10,5 мільйонів переглядів.
«MinutePhysics» співпрацював із Vsauce, Perimeter Institute for Theoretical Physics, Ніл Турок, фізик Шон М. Керролл і Smarter Every Day. Канал також створив 2 відео, які були озвучені Нілом Деграссом Тайсоном. 

## Підкасти
«MinutePhysics» можна завантажити в аудіоверсії на iTunes.

## MinuteEarth
У жовтні 2011 року Райх створив другий канал MinuteEarth (укр. ХвилинаЗемлі), який за будовою нагадував попередній канал.